# Chữ viết tiếng Việt

"Tôi nói tiếng Việt Nam" (碎呐㗂越南), bên trên viết bằng chữ Quốc ngữ (chữ Latinh), bên dưới viết bằng chữ Nôm.

Chữ viết tiếng Việt là những bộ chữ viết mà người Việt dùng để viết ngôn ngữ mẹ đẻ là tiếng Việt, từ quá khứ đến hiện tại. Có hai dạng văn tự chính được dùng để ghi chép tiếng Việt là chữ Nôm, và chữ Quốc ngữ viết bằng mẫu tự Latinh. Chữ Nôm là văn tự ngữ tố có khả năng biểu nghĩa, là bộ chữ phổ thông tại Việt Nam trước thế kỷ 20. Chữ Quốc ngữ là chữ Latinh tượng thanh, chỉ có thể biểu âm, bắt đầu được sử dụng chính thức trên thực tế tại Việt Nam từ đầu thế kỷ 20.
Hiến pháp nước Cộng hòa xã hội chủ nghĩa Việt Nam năm 2013 tại Chương I Điều 5 Mục 3 quy định: "Ngôn ngữ quốc gia là tiếng Việt. Các dân tộc có quyền dùng tiếng nói, chữ viết, giữ gìn bản sắc dân tộc, phát huy phong tục, tập quán, truyền thống và văn hóa tốt đẹp của mình.", và không quy định chữ viết quốc gia hoặc văn tự chính thức. Hiện tại ở Việt Nam và người Việt ở nước ngoài đều sử dụng chữ Quốc ngữ (chữ Latinh) là chính. Chữ Nôm tuy không còn phổ biến nhưng vẫn được giảng dạy ở bậc đại học chuyên ngành Hán-Nôm, được dùng trong các hoạt động liên quan tới văn hóa truyền thống như viết thư pháp, và vẫn là văn tự chính cho tiếng Việt của cộng đồng người Kinh bản địa ở Đông Hưng, Trung Quốc.

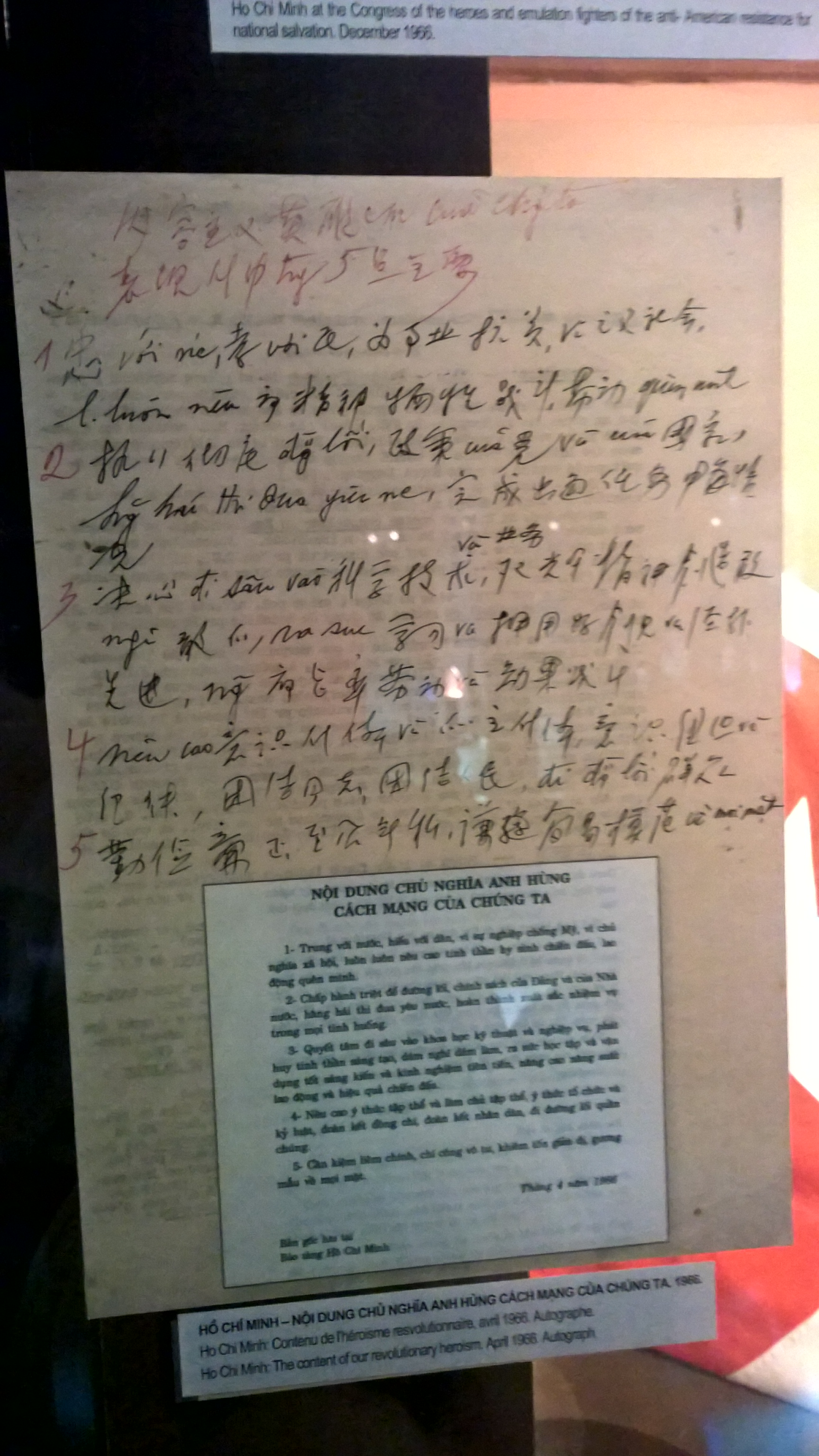
"Nội dung chủ nghĩa anh hùng cách mạng của chúng ta" (4-1966) do Chủ tịch Hồ Chí Minh viết, dùng hỗn hợp cả chữ Hán-Nôm và chữ Quốc ngữ

## Các dạng chữ viết của tiếng Việt

#### Chữ Nôm
Dù chữ Hán có khả năng biểu ý tốt, nhưng trong tiếng Việt không chỉ có từ Hán Việt mà còn có từ thuần Việt, vậy nên chỉ sử dụng những chữ Hán hiện có lúc bấy giờ cũng không thể nào đáp ứng đủ, và thậm chí được cho là bất lực trước đòi hỏi, yêu cầu của việc trực tiếp ghi chép hoặc diễn đạt lời ăn tiếng nói cùng tâm tư, suy nghĩ và tình cảm của người Việt. Vì vậy chữ Nôm ra đời để bù đắp vào chỗ mà chữ Hán chưa đáp ứng được.
Chữ Nôm là một bộ chữ được xây dựng trên cơ sở áp dụng hệ chữ Hán để ghi chép các từ thuần Việt trong tiếng Việt. Quá trình hình thành chữ Nôm có thể chia thành hai giai đoạn:
Giai đoạn đầu, tạm gọi là giai đoạn "đồng hóa chữ Hán", tức là dùng chữ Hán để phiên âm các từ Việt thường là tên người, tên vật, tên đất, cây cỏ chim muông, đồ vật... xuất hiện lẻ tẻ trong văn bản Hán. Những từ tiếng Việt này, này xuất hiện vào thế kỷ đầu của Công Nguyên (đặc biệt rõ nét nhất vào thế kỷ thứ VI).
Giai đoạn sau: Ở giai đoạn này, bên cạnh việc tiếp tục dùng chữ Hán để phiên âm từ tiếng Việt, đã xuất hiện những chữ Nôm tự tạo theo một số nguyên tắc nhất định. Loại chữ Nôm tự tạo này, sau phát triển theo hướng ghi âm, nhằm ghi chép ngày một sát hơn, đúng hơn với tiếng Việt. Từ thời Lý thế kỷ thứ XI đến đời Trần thế kỷ XIV thì hệ thống chữ Nôm mới thực sự hoàn chỉnh. Theo sử sách đến nay còn ghi lại được một số tác phẩm đã được viết bằng chữ Nôm như đời Trần có cuốn Thiền Tông Bản Hạnh. Đến thế kỷ XVIII - XIX chữ Nôm đã phát triển tới mức cao, át cả địa vị chữ Hán. Các tác phẩm như hịch Tây Sơn, Khoa thi hương dưới thời Quang Trung (1789) đã có bài thi làm bằng chữ Nôm. Truyện Kiều của Nguyễn Du, Lục Vân Tiên của Nguyễn Đình Chiểu cũng được viết bằng chữ Nôm là những ví dụ.

### Chữ Quốc ngữ (chữ Latinh tiếng Việt)
Chữ Quốc ngữ là bộ chữ hiện dùng để ghi tiếng Việt dựa trên các bảng chữ cái Latinh của nhóm ngôn ngữ Rôman (chủ yếu là Tiếng Bồ Đào Nha).

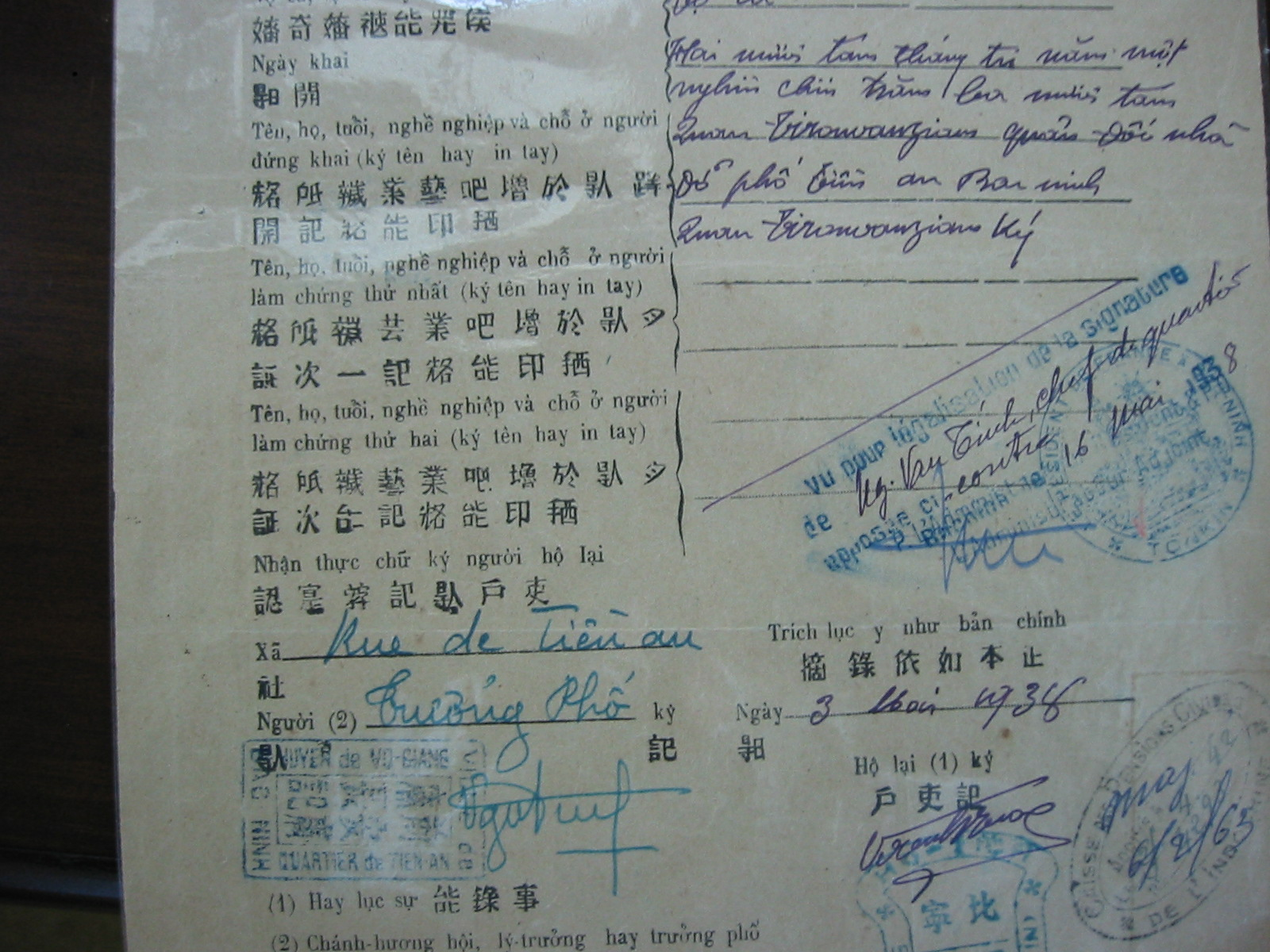
Đơn khai sinh năm 1938 ở Bắc Kỳ có bốn dạng chữ: chữ Quốc ngữ lẫn chữ Nôm cùng dấu triện bằng tiếng Pháp và vài chữ Hán

Việc chế tác chữ Latinh để biểu âm cho tiếng Việt là một công việc tập thể của nhiều linh mục dòng Tên người Châu Âu. Trong công việc này có sự hợp tác tích cực và hiệu quả của nhiều người Việt Nam, trước hết là các thầy giảng Việt Nam (giúp việc cho các linh mục người Âu). Alexandre De Rhodes đã có công lớn trong việc góp phần sửa sang và hoàn chỉnh bộ chữ Quốc Ngữ. Đặc biệt là ông đã dùng bộ chữ ấy để biên soạn và tổ chức in ấn lần đầu tiên cuốn Từ điển Việt – Bồ – La (trong đó có phần về ngữ pháp tiếng Việt) và cuốn Phép giảng tám ngày. Xét về góc độ ngôn ngữ thì cuốn diễn giảng vắn tắt về tiếng An Nam hay tiếng đàng ngoài (in chung trong từ điển) có thể được xem như công trình đầu tiên khảo cứu về ngữ pháp, còn cuốn Phép giảng tám ngày có thể được coi như tác phẩm văn xuôi đầu tiên viết bằng chữ Quốc Ngữ, sử dụng lời văn tiếng nói bình dân hàng ngày của người Việt Nam thế kỷ XVII.
Tuy chữ Quốc ngữ của Alexandre De Rhodes năm 1651 trong cuốn Từ điển Việt – Bồ – La đã khá hoàn chỉnh, nhưng cũng phải chờ đến khi nó được xuất bản năm 1772, tức là 121 năm sau, với những cải cách quan trọng của Bá Đa Lộc (Pigneau de Behaine) thì chữ Quốc ngữ mới có diện mạo giống như hệ thống hiện nay.
Sự kiện đánh dấu vị thế chữ Quốc ngữ là khi người Pháp hoàn thành xâm chiếm Nam Kỳ vào cuối thế kỷ XIX. Để khiến tiếng Việt đồng văn tự với tiếng Pháp, giúp phổ biến tiếng Pháp, văn hoá Pháp và dễ bề cai trị, chữ Quốc ngữ được chính quyền thuộc địa bảo hộ qua các nghị định được người Pháp ban ra với mục đich xóa bỏ chữ Hán, chữ Nôm và văn hoá truyền thống Á Đông ở Việt Nam. Ngày 22 tháng 2 năm 1869, Phó Đề đốc Marie Gustave Hector Ohier ký nghị định bắt buộc dùng chữ Quốc ngữ thay thế chữ Hán trong các công văn ở Nam Kỳ . Nghị định 82 do Thống đốc Nam Kỳ Lafont ký ngày 6/4/1878 cũng đề ra mốc hẹn trong 4 năm (tức năm 1882) thì phải chuyển hẳn sang chữ Quốc ngữ . Sang thế kỷ XX, Chính phủ Đông Pháp mở rộng chính sách dùng chữ Quốc ngữ, giao cho Nha Học chính giảng dạy ở Bắc Kỳ từ năm 1910.
Việc cổ động cho học "chữ Quốc ngữ" ở Việt Nam gắn với các phong trào cải cách trong giai đoạn 1890–1910 như Hội Trí Tri, Phong trào Duy Tân, Đông Kinh Nghĩa Thục và ngành báo chí mới hình thành, đã thừa nhận và cổ vũ học "chữ Quốc ngữ", coi là phương tiện thuận lợi cho học hành nâng cao dân trí.
Theo tư liệu trong "Lễ kỷ niệm 70 năm Ngày thành lập Hội Truyền bá Quốc ngữ (25/5/1938)" do Bộ Giáo dục và Đào tạo tổ chức ngày 25/5/2008, thì Hội ra đời ngày 25/5/1938, đến ngày 29/7/1938, Thống sứ Bắc Kỳ là người Pháp công nhận sự hợp pháp của Hội. Hội cho rằng đó là dấu mốc chắc chắn cho vị thế "chữ Quốc ngữ".
Ngày nay do chữ Quốc ngữ là chữ ký tự Latinh, đồng văn tự với phần lớn ngôn ngữ trên thế giới, việc giao tiếp ngôn ngữ trên internet trở nên dễ dàng hơn so với các bộ chữ tượng hình như chữ Nôm và chữ Hán. Tuy nhiên chữ Quốc Ngữ có nhược điểm là vì thuộc dạng ký tự biểu âm, nên không có khả năng biểu nghĩa rõ ràng như chữ Hán và chữ Nôm, do vậy lại gây ra sự đồng âm khác nghĩa và hiểu sai nghĩa của từ vựng trong tiếng Việt (nếu các từ đứng độc lập, đặc biệt là tên người hay tên địa danh).
Về mặt mĩ thuật, do mỗi chữ cái có chiều cao và chiều dày khác nhau, số chữ cái trong mỗi từ đơn là không giống nhau nên độ dài mỗi từ đơn là không cố định, do vậy chữ Quốc ngữ chỉ có thể viết ngang vì viết dọc sẽ bị lệch hàng. Nó gây khó khăn trong việc dóng từng hàng khi viết thơ (đặc biệt là thể loại lục bát hoặc song thất lục bát), hay khó đoán kích cỡ nội dung tổng thể (như viết tên người bị tràn ra ngoài lề và phải xuống dòng).
Cùng với đó là việc không thể quy chuẩn cách viết các từ ngoại lai và tên riêng nước ngoài trong tiếng Việt là nên theo viết theo âm đọc như (tivi, in-tơ-nét, ma-két-tinh, Ma Rốc, Ả Rập Xê Út, Xô Viết).
Hay theo từ gốc như (TV, internet, marketing, Maroc, Arab Saudi, Soviet).
Mặc dù trước đây các từ ngoại lại hay được viết theo âm tiếng Việt như:
- ô tô thay cho auto
- bánh ga-tô thay cho bánh Gâteau
- Xô Viết thay cho Soviet

thì gần đây các từ ngoại lai mới được sử dụng trong tiếng Việt đang theo  xu hướng chung là viết theo kiểu nguyên bản nhiều hơn như 
- internet thay cho in-tơ-nét
- Arab Saudi thay cho Ả Rập Xê Út

nhưng phần lớn các báo hay sách lại không viết thêm cách đọc theo âm tiếng Việt (dù chỉ cần một lần trong cặp ngoặc đơn cũng không có, do lượng lớn người Việt hiện nay cho rằng cách viết phiên âm Việt là "quê mùa").
Điều này dẫn đến vấn đề là khiến người Việt thường phát âm sai các từ ngoại lai do thường quen đọc theo âm của chữ Quốc ngữ thay vì tham khảo Bảng mẫu tự ngữ âm quốc tế. Ví dụ như từ "depot" (ga điều hành đường sắt), phát âm đúng là "đê-pâu" (Anh-Anh: /ˈdepəʊ/) hay "đi-pâu" (Anh-Mỹ: /ˈdiːpəʊ/), nhưng người Việt hay phát âm nhầm theo chữ Quốc ngữ là "đề-pót", một số người khác thì "đọc bừa" thành "đì-pót".
Cũng như việc đọc tên người hay địa danh nước ngoài, vì tuỳ từng ngôn ngữ dùng chữ Latinh (tiếng Anh, tiếng Pháp, tiếng Đức, tiếng Hà Lan,...) sẽ có cách phát âm là khác nhau dù ký tự giống nhau, và các hệ thống chuyển tự Latinh (pinyin, romaji, romaja) cũng chỉ biểu diễn cách đọc mang tính tương đối, nên người Việt cũng hay phát âm sai tên người nước ngoài . Ví dụ như: 
- Tay vợt Andy Murray hay bị truyền thông Việt đọc phần họ là "Mu-ray"[10], thực ra phát âm đúng phải là "Ma-ri" (/ˈmʌɹi/)[11]. Câu lạc bộ bóng đá Tottenham thường bị đọc là "Tốt-ten-ham", thực ra phát âm đúng phải là "Tất-tơ-nơm" (/ˈtɒtənəm/).

- Các họ của người Hàn Quốc: họ Choi đọc đúng phải là "chuê", họ Lee đọc đúng phải là "i", những họ này thường đọc sai là "choi" và "ly" do romaja thường dùng cho các họ này viết là "Choi", "Lee". Khi mới sang Việt Nam, huấn luyện viên Park Hang-seo hay bị truyền thông Việt đọc tên là "Pắc Hang Xeo"[12][13] như đọc chữ Quốc ngữ, và phải mất một thời gian sau tên ông mới được đọc lại là "Pắc Hang-so" hay "Pắc Hang-sơ" cho đúng với âm của tiếng Hàn.[14]

Sử dụng chữ Quốc ngữ cũng khiến cho tiếng Việt hiện nay chịu ảnh hưởng của việc "dịch và dùng trung gian" qua tiếng Anh, phổ biến nhất là tên người Nhật Bản hay bị đảo ngược theo thứ tự tên-họ như trong tiếng Anh (mặc dù tên người Nhật gốc thực tế cũng theo thứ tự là họ trước tên sau như tên người Việt), hay các bộ manga, light novel của Nhật Bản và các bài hát, bộ phim của Hàn Quốc thay vì đặt tên tiếng Việt dịch trực tiếp từ tiếng Nhật, tiếng Hàn thì lại gọi bằng tên tiếng Anh hoặc dùng tên tiếng Việt dịch trung gian qua bản tiếng Anh.

## Các dạng chữ đề xuất
Từ 2 thế kỉ gần nhất đến nay đã và đang có rất nhiều ý tưởng chữ viết tiếng Việt đến từ các cá nhân và các nhóm hoạt động xã hội, tuy nhiên chưa có bộ chữ nào được công nhận chính thức. Dưới đây là một số ý tưởng nổi bật.

### Quốc Âm Tân Tự

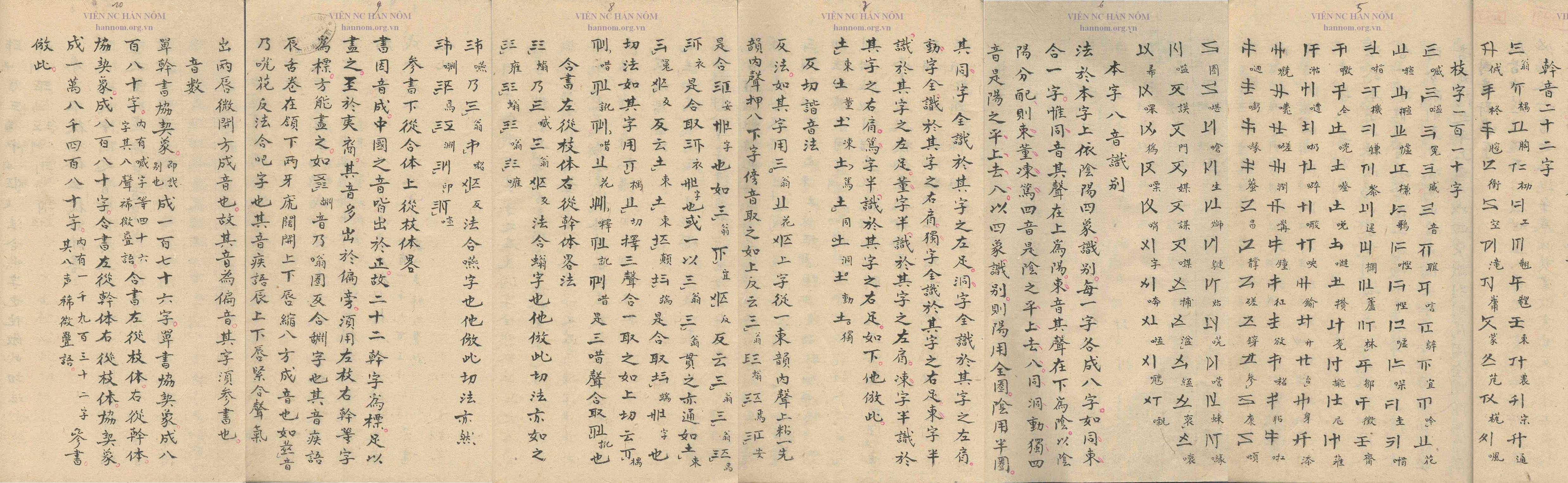
Bảng chữ "Quốc Âm Tân Tự" của cư sĩ họ Nguyễn

Quốc Âm Tân Tự (chữ Hán: 國音新字), nghĩa mặt chữ là "chữ quốc âm mới", là một đề xuất chữ viết tiếng Việt vào giữa thế kỷ 19. Tại Viện Nghiên cứu Hán Nôm hiện còn lưu giữ hai bản viết tay cổ (mỗi bản có bốn tờ) của cùng một văn bản có tên là Quốc Âm Tân Tự (國音新字) viết về loại chữ này. Trong văn bản Quốc Âm Tân Tự không có thông tin cho biết ngày tháng năm cụ thể tác phẩm này được viết ra. Căn cứ vào việc trong lời tựa của tác phẩm chữ “華” (hoa) trong tên gọi “中華” (Trung Hoa) đã được tị huý bằng cách bỏ không viết nét cuối của chữ này (nét sổ) thì có thể đoán rằng văn bản này được viết dưới thời vua Thiệu Trị (Mẹ vua Thiệu Trị tên là “Hồ Thị Hoa” 胡氏華). Cuối lời tựa của văn bản có dòng chữ “五星聚斗南城居士阮子書” (Ngũ Tinh Tụ Đẩu Nam thành cư sĩ Nguyễn tử thư). Qua dòng chữ này có thể biết rằng tác giả của Quốc Âm Tân Tự là một cư sĩ mang họ Nguyễn (阮) ở thành Nam Định (南定) có biệt hiệu là Ngũ Tinh Tụ Đẩu (五星聚斗).
Quốc Âm Tân Tự là loại chữ viết biểu âm chế tác từ các nét của chữ Hán và chữ Nôm (tương tự như Hiragana và Katakana của tiếng Nhật hay Chú âm Phù hiệu của tiếng Quan thoại Đài Loan) dựa theo âm đọc của tiếng Việt, có 22 “cán tự” 幹字 và 110 “chi tự” 枝字 ("cán" nghĩa là thân cây, "chi" nghĩa là cành cây). Cán tự được dùng để ghi phụ âm đầu, chi tự dùng để ghi vần. Mỗi cán tự đều được đặt tên bằng một từ mang vần “ông” có phụ âm đầu là phụ âm đầu mà cán tự đó biểu thị, ví dụ như cán tự biểu thị phụ âm “đ” được đặt tên là “đông” (tương tự như hiện nay người Việt gọi phụ âm "đ" là âm "đờ"). Quốc Âm Tân Tự không phân biệt “d” và “gi” như chữ Quốc ngữ (có thể do tác giả dưa theo giọng miền Bắc khi "d" và "gi" phát âm gần như giống nhau). Có một cán tự được dùng để ghi phụ âm đầu /ʔ/, cán tự này được đặt tên là “ông”.
Tác giả của Quốc Âm Tân Tự đã dùng bốn nét bút là ngang (一), sổ (丨), chấm (丶), phẩy (丿) (nét phẩy còn có biến thể là “㇏”) để tạo nên các cán tự và chi tự. Không phải chữ đơn nào cũng có đủ bốn nét bút kể, có những chữ đơn chỉ có chứa hai hoặc ba nét bút nhưng dù một chữ đơn có bao nhiêu nét bút thì tổng số nét, không phân biệt loại nét bút, trong chữ đơn đó đều là bốn.
Quốc Âm Tân Tự sử dụng cách phân chia thanh điệu truyền thống, thanh điệu được chia thành bốn loại là “bình” 平, “thướng” 上, “khứ” 去, “nhập” 入. Mỗi loại lại được chia ra thành hai bậc “âm” 陰 và “dương” 陽. Tổng cộng có tám thanh là:
- “Âm bình” 陰平: là thanh ngang theo cách gọi ngày nay.
- “Dương bình” 陽平: là thanh huyền theo cách gọi ngày nay.
- “Âm thướng” 陰上: là thanh hỏi theo cách gọi ngày nay.
- “Dương thướng” 陽上: là thanh ngã theo cách gọi ngày nay.
- “Âm khứ” 陰去: là thanh sắc ở các từ mà khi viết bằng chữ quốc ngữ không kết thúc bằng một trong bốn chữ “c”, “ch”, “p”, “t”.
- “Dương khứ” 陽去: là thanh nặng ở các từ mà khi viết bằng chữ quốc ngữ không kết thúc bằng một trong bốn chữ “c”, “ch”, “p”, “t”.
- “Âm nhập” 陰入: là thanh sắc ở các từ mà khi viết bằng chữ quốc ngữ kết thúc bằng một trong bốn chữ “c”, “ch”, “p”, “t”.
- “Dương nhập” 陽入: là thanh nặng ở các từ mà khi viết bằng chữ quốc ngữ kết thúc bằng một trong bốn chữ “c”, “ch”, “p”, “t”.

Các thanh thuộc bậc âm được ghi bằng một dấu nhỏ hình nửa vòng tròn, các thanh thuộc bậc dương được ghi bằng một dấu nhỏ hình vòng tròn. Để biểu thị thanh bình, dấu thanh được đặt bên cạnh “chân trái” của chữ, với thanh thướng dấu thanh được đặt bên canh “vai trái” của chữ, với thanh khứ dấu thanh được đặt bên cạnh “vai phải” của chữ, với thanh nhập dấu thanh được đặt bên cạnh “chân phải” của chữ.
Quốc Âm Tân Tự có thể viết dọc hoặc viết ngang như chữ Hán và chữ Nôm, và là một bộ chữ biểu âm do chính người Việt tạo ra (khi mà chữ Nôm là chữ biểu nghĩa do người Việt tạo ra, còn chữ Quốc ngữ là chữ biểu âm lại do người nước ngoài tạo ra). Đáng tiếc là khi Quốc Âm Tân Tự ra đời nó đã không có thời gian đủ dài để được hoàn chỉnh và phổ biến ra dân chúng như Kana ở Nhật Bản, bởi tình hình chính trị và xã hội của Việt Nam khi đó quá phức tạp do sự cai trị dần suy yếu của nhà Nguyễn và cuộc xâm lược của Pháp bắt đầu diễn ra.

### Quốc ngữ phiên âm tự

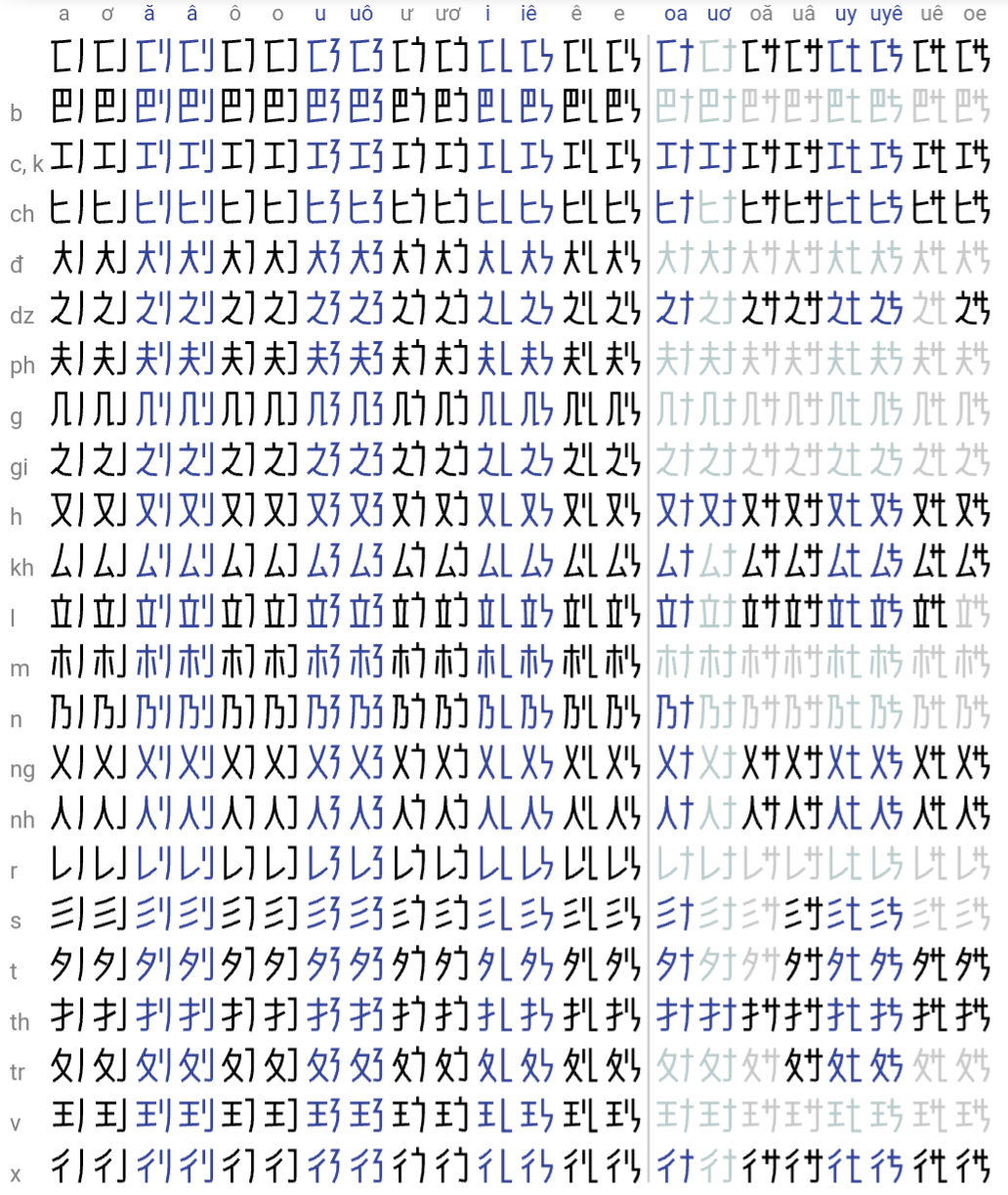
Hệ thống "Kí hiệu phát âm"

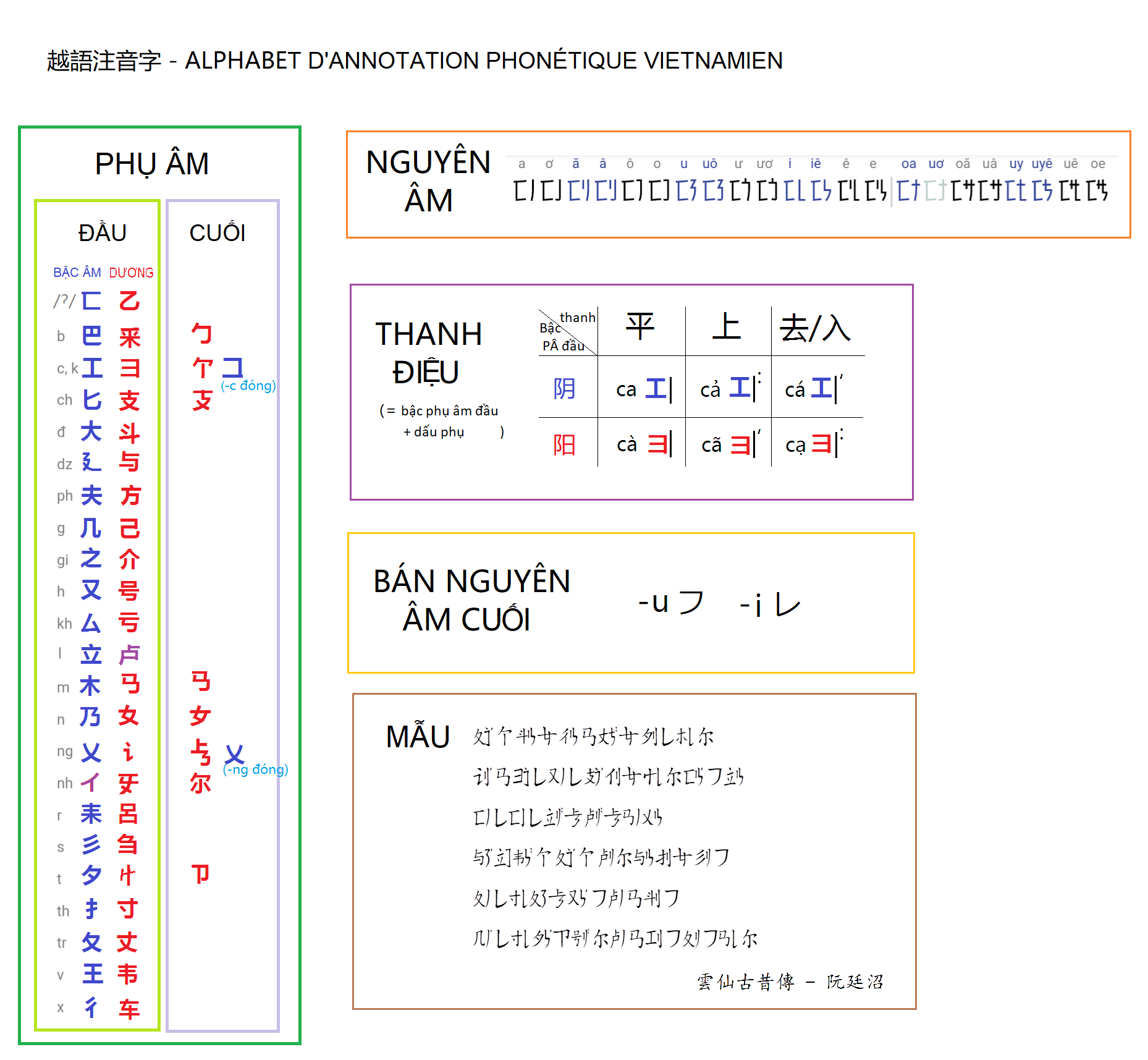
Bảng chữ PA phiên bản cải tiến

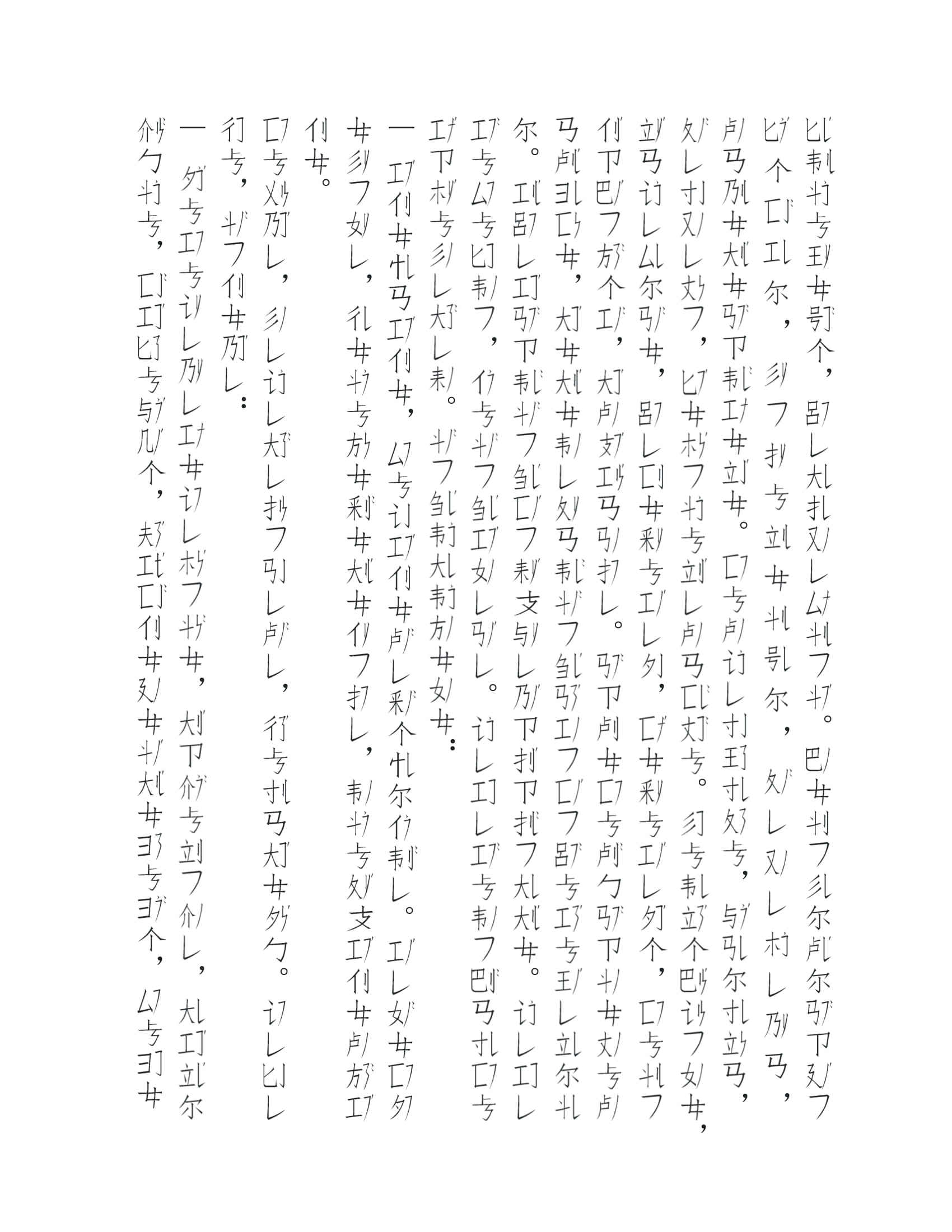
Một trang sách viết bằng chữ PA kiểu rời theo hướng dọc, thuần dùng trong văn bản (không có chữ Hán)

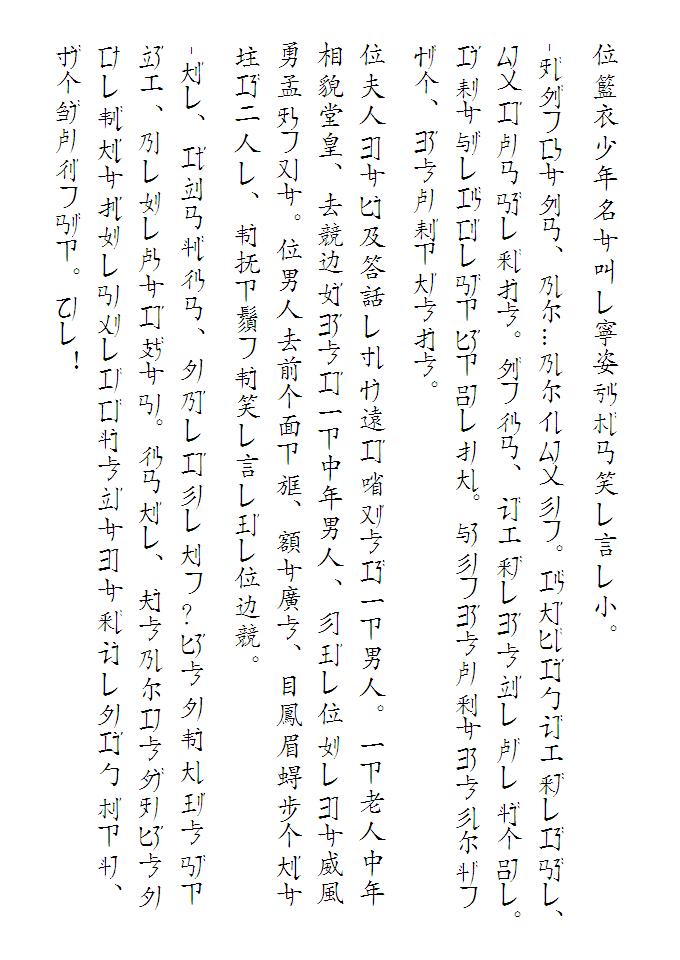
Một trang truyện viết bằng chữ PA viết rời theo hướng dọc, hỗn dụng với chữ Hán trong các đoạn văn trần thuật (chữ Hán đóng vai trò là chữ ghi ý, chữ PA bổ sung phụ âm cuối cho mỗi chữ Hán được dùng với âm tiếng Việt)

Quốc ngữ phiên âm tự, Kí hiệu phát âm, Việt ngữ chú giải phiên âm tự hay Chữ chú âm tiếng Việt, một số nơi gọi tắt là chữ PA (Phonetic Annotation), là những tên gọi khác nhau của bộ chữ do một kỹ sư phần mềm người Đức gốc Việt sáng tạo vào khoảng năm 2013 và được những người dùng trong cộng đồng cải tiến, chỉnh sửa nhiều lần. Tên gọi của bộ chữ vẫn chưa được thống nhất.
Bộ chữ được công bố và sử dụng trên trang web chunom.org. Giữa năm 2019, một người dùng trang web đã đề xuất một phiên bản mới của hệ thống này để nó phù hợp hơn khi được sử dụng như một bộ chữ viết. Phiên bản mới này vẫn còn được dùng đến hiện tại.
Cũng giống như Quốc âm tân tự, Quốc ngữ phiên âm tự là loại chữ viết biểu âm chế tác từ các nét của chữ Hán và chữ Nôm. Tuy nhiên bộ chữ này chưa được phân vào loại nào theo phương thức kí âm. Nó không phải là một alphabet vì mỗi kí tự trong bảng không phải là một nguyên âm hay phụ âm, cũng không phải là một syllabary vì mỗi ký tự không phải là một âm tiết, và càng không phải là một abugida vì mỗi kí tự ghi phụ âm tự thân không có chứa một nguyên âm cố hữu. Nhìn chung, bộ chữ này có thể được chia thành:
- 23 phụ âm đầu: được ghi bằng các bộ nét hoặc bộ thủ chữ Hán có phụ âm đầu tương ứng trong cách đọc. Ví dụ: 巴 (ba) = b-, 工(công) = c-, k-; 廴 (dẫn) = d- (z-);...
- 22 nguyên âm (gồm 8 tổ hợp bán nguyên âm đầu + nguyên âm): được ghi bằng các nét sổ, móc...dựa trên mối liên hệ về ngữ âm học của từng nguyên âm. Bán nguyên âm đầu /w/ được kí hiệu bằng một nét gạch ngang phần đầu của nguyên âm tương ứng trong tổ hợp
- 2 bán nguyên âm cuối: フ=/w/ (tương dương "o" và "u") và レ=/j/ (tương dương "i" và "y")
- 8 phụ âm cuối: cũng ược ghi bằng các bộ nét hoặc bộ thủ chữ Hán được viết bớt nét hoặc chỉnh sửa hình dạng có phụ âm đầu tương ứng trong cách đọc. Ví dụ: 勹(bao)=-p, 亇(cá)=-c, 尔(nhĩ)=-nh... Việc chỉnh sửa hình dạng bộ nét chữ Hán là để không bị nhầm lẫn trong văn bản có dùng chung với chữ Hán.

Bộ chữ này cũng sử dụng hệ thống các dấu phụ để ghi thanh điệu. Phiên bản cải tiến đã hạn chế bớt một số dấu phụ và thay vào đó tích hợp ghi thanh điệu vào phụ âm đầu. Để làm được điều này, người cải tiến đã sử dụng cách chia thanh điệu truyền thống. Cụ thể: tương ứng với hai bậc âm, dương của mỗi loại sẽ là hai loại phụ âm đầu: phụ âm đầu bậc dương và phụ âm đầu bậc âm. Các dấu phụ đảm nhận vai trò phân biệt các loại thanh có ở mỗi bậc. Các từ có thanh nhập (có phụ âm cuối nếu được ghi bằng chữ Latinh là “c”, “ch”, “p” hoặc “t”) có thể không cần ghi dấu phụ.
Chữ này có hai cách viết: viết kiểu vuông và viết kiểu rời:
- Kiểu vuông là cách viết mà ở đó các ký tự hợp lại thành một chữ đơn lập, tương đương một từ đơn hay một tiếng của tiếng Việt, tức là bao gồm đầy đủ các âm tố là phụ âm đầu + nguyên âm + phụ âm cuối + thanh điệu trong một khối vuông. Cách viết này giống như các bộ thủ ghép lại thành chữ Hán Nôm truyền thống, hay các chamo ghép lại thành một từ đơn trong Hangul của tiếng Hàn. Khi viết kiểu vuông, tổ hợp phụ âm đầu + nguyên âm sẽ nằm ở trên, phụ âm cuối nếu có sẽ nằm ở dưới; bán nguyên âm cuối フ sẽ đổi thành ㄤ và レ đổi thành 衣 (ở một số phiên bản, nếu từ được viết không có phụ âm cuối thì vị trí phụ âm cuối trong kí tự sẽ là 云).
- Kiểu rời là cách viết được sử dụng từ khi bộ chữ còn là hệ thống kí hiệu phát âm: tổ hợp phụ âm đầu + nguyên âm sẽ được ghi trong một cặp, còn phụ âm cuối hoặc bán nguyên âm cuối sẽ viết rời, một từ nếu có phụ âm cuối hoặc bán nguyên âm cuối do vậy sẽ được diễn đạt bằng 2 kí tự (2 ô vuông).

Những cách viết này tận dụng việc lắp ghép ký tự thành từ đơn trong không gian vuông cố định như các chữ Hán và chữ Nôm hay như Kana và Hangul, giúp nó vừa có thể viết dọc kiểu truyền thống vừa có thể viết ngang kiểu hiện đại, đồng thời có thể xếp thẳng đều và đẹp, tăng tính thẩm mỹ (điều mà chữ Quốc ngữ không thể làm được vì kích thước ký tự latinh và số lượng ký tự của mỗi từ đơn là khác nhau, nên nếu muốn viết dọc thì buộc phải xoay chữ, không thì sẽ lệch hàng dọc và xấu). Hiện nay chủ yếu dùng kiểu rời, do sự tiện lợi của nó trong việc thiết kế font chữ và khả năng dùng kết hợp với chữ Hán và chữ Nôm đóng vai trò là văn tự biểu ý để bổ nghĩa và tránh đồng âm khác nghĩa (giống như cách phối hợp của Kana và Kanji trong tiếng Nhật).
Đối với việc dùng bộ chữ PA này để viết các từ ngoại lai trong tiếng Việt, nó cũng sẽ tập trung biểu âm tiếng Việt nhiều hơn so với chữ Quốc ngữ, do chữ Quốc ngữ cũng là chữ Latinh và xu hướng hiện nay là các từ ngoại lai và tên người nước ngoài trong tiếng Việt thay vì viết theo âm tiếng Việt thì thường được viết theo kiểu nguyên bản (tiếng Anh, tiếng Pháp, tiếng Đức, tiếng Hà Lan,...) hay chuyển tự Latinh (pinyin, romaji, romaja,...) mà không kèm chú thích cách đọc, khiến người Việt thường đọc sai. Ví dụ đơn giản như từ video (/ˈvɪdiəʊ/) - "vi-đi-ô" mà người Việt thường hay đọc sai là "vi-deo" ("vi-zeo") theo chữ Quốc ngữ, nếu viết theo chữ PA thì nó sẽ thường được viết bằng những ký tự thể hiện ba âm tiết đúng là "vi", "đi" và "ô" một cách thường xuyên và mọi người sẽ dễ đọc đúng hoặc gần đúng hơn. Đây là cách làm phổ biến mà các ngôn ngữ không sử dụng chữ Latinh như tiếng Hàn, tiếng Nhật, tiếng Thái,... thường dùng để viết và đọc từ ngoại lai và tên riêng nước ngoài: viết theo âm đọc của ngôn ngữ đang sử dụng hàng ngày thay vì viết dựa theo hệ thống chuyển tự Latinh.

## Đề xuất dạy chữ Hán trong trường phổ thông
Những năm qua giới hàn lâm trong lĩnh vực Hán Nôm đã đưa ra ý tưởng về "dạy chữ Hán trong trường phổ thông Việt Nam" (dạy chữ Hán và chữ Nôm trong tiếng Việt, như trường học ở Hàn Quốc dạy Hanja và Nhật Bản dạy Kanji, tránh nhầm là dạy tiếng Trung tức là dạy ngoại ngữ). Nó thể hiện nhiều nhất ở Hội thảo "Vai trò của Hán Nôm trong văn hóa đương đại" tháng 8/2016 , và điển hình là bài viết của PGS. TS Đoàn Lê Giang từ Trường Đại học Khoa học Xã hội và Nhân văn, Đại học Quốc gia Thành phố Hồ Chí Minh . Ý tưởng về sự cần thiết này dựa trên 3 lý do:
- Hiện nay trên các phương tiện thông tin đại chúng, trong sách báo,... thì tiếng Việt đang bị "dùng sai một cách khủng khiếp". Khoảng già nửa đến 80% từ vựng tiếng Việt là từ gốc Hán (tùy cách ước lượng), với lượng từ đồng âm khá cao, nhưng bị dùng sai tràn lan, ví dụ dùng "khiếm nhã" như là "trang nhã", "yếu điểm"[b] là "điểm yếu"[c],...
- Người Việt đang "vong bản ngay trên đất nước mình", thể hiện là hầu như không ai biết văn ngôn và chữ Nôm, không đọc được những gì tổ tiên đã viết trên các đình, chùa, bia, miếu,...
- Các nước Đông Á "không có nước nào dám đoạn tuyệt với chữ Hán", nhờ đó giữ vững được truyền thống và bản sắc văn hóa, đồng thời phát triển được khoa học kỹ thuật và kinh tế, như Trung Quốc, Đài Loan, Nhật Bản, Hàn Quốc,... và cho rằng "Thiếu chữ Hán làm nước ta nghèo nàn, lạc hậu".

Tại Việt Nam Dân chủ Cộng hòa trong những năm Chiến tranh Đông Dương không dạy chữ Hán trong trường phổ thông (hệ 9 năm). Hiện nay chữ Hán và chữ Nôm được giảng dạy trong chuyên ngành Hán Nôm bậc đại học. Ngoài ra còn có một số hội hay tổ chức chuyên dạy chữ Hán và chữ Nôm trong tiếng Việt (tránh nhầm lẫn là dạy tiếng Trung) cho người có nhu cầu.